# 2014年冬季残疾人奥林匹克运动会法国代表团
2014年冬季残疾人奥林匹克运动会法国代表团是法国派出的2014年冬季残疾人奥林匹克运动会代表团。获得5枚金牌、3枚银牌和4枚铜牌。